# Jean-Yves M’voto
Jean-Yves M’voto Owono (ur. 6 września 1988 w Paryżu) – francuski piłkarz kameruńskiego pochodzenia występujący na pozycji obrońcy. Wychowanek Paris Saint-Germain, w swojej karierze grał także w takich zespołach jak Sunderland, Southend United, Oldham Athletic, Barnsley, Leyton Orient, Zawisza Bydgoszcz, Raith Rovers i Dunfermline Athletic. Były reprezentant Francji do lat 19.

## Statystyki kariery
(aktualne na dzień 28 stycznia 2016)
| Klub                   | Sezon              | Liga               | Liga  | Liga   | Puchar kraju | Puchar kraju | Puchar ligi | Puchar ligi | Europa | Europa | Inne  | Inne   | Suma  | Suma   |
| Klub                   | Sezon              | Liga               | Mecze | Bramki | Mecze        | Bramki       | Mecze       | Bramki      | Mecze  | Bramki | Mecze | Bramki | Mecze | Bramki |
| ---------------------- | ------------------ | ------------------ | ----- | ------ | ------------ | ------------ | ----------- | ----------- | ------ | ------ | ----- | ------ | ----- | ------ |
| Paris Saint-Germain    | 2006/07            | Ligue 1            | 0     | 0      | 0            | 0            | 0           | 0           | 0      | 0      | –     | –      | 0     | 0      |
| Paris Saint-Germain    | 2007/08            | Ligue 1            | 0     | 0      | 0            | 0            | 0           | 0           | –      | –      | –     | –      | 0     | 0      |
| Sunderland             | 2007/08            | Premier League     | 0     | 0      | 0            | 0            | 0           | 0           | –      | –      | –     | –      | 0     | 0      |
| Sunderland             | 2008/09            | Premier League     | 0     | 0      | 0            | 0            | 0           | 0           | –      | –      | –     | –      | 0     | 0      |
| Southend United (wyp.) | 2009/10            | League One         | 17    | 1      | 0            | 0            | 2           | 0           | –      | –      | –     | –      | 19    | 1      |
| Oldham Athletic (wyp.) | 2010/11            | League One         | 27    | 2      | 1            | 0            | 1           | 0           | –      | –      | 1     | 0      | 30    | 2      |
| Oldham Athletic        | 2011/12            | League One         | 36    | 1      | 3            | 0            | 1           | 0           | –      | –      | 4     | 0      | 44    | 1      |
| Oldham Athletic        | 2012/13            | League One         | 42    | 4      | 5            | 0            | 1           | 1           | –      | –      | 1     | 0      | 49    | 5      |
| Barnsley               | 2013/14            | Championship       | 28    | 2      | 1            | 0            | 1           | 0           | –      | –      | –     | –      | 30    | 2      |
| Barnsley               | 2014/15            | League One         | 15    | 0      | 0            | 0            | 1           | 0           | –      | –      | –     | –      | 16    | 0      |
| Leyton Orient          | 2015/16            | League Two         | 8     | 0      | 2            | 0            | 0           | 0           | –      | –      | –     | –      | 10    | 0      |
| Zawisza Bydgoszcz      | 2015/16            | I liga             | 0     | 0      | 0            | 0            | –           | –           | –      | –      | –     | –      | 0     | 0      |
| Ogólnie w karierze     | Ogólnie w karierze | Ogólnie w karierze | 173   | 10     | 12           | 0            | 7           | 1           | 0      | 0      | 6     | 0      | 198   | 11     |